# Campeonato Sul-Americano de Rugby de 1983
O Campeonato Sul-Americano de Rugby de 1983 foi a XIII edição deste torneio.

O torneio foi realizado em Buenos Aires (Argentina).
Participaram as equipas de Argentina, Chile, Paraguai e Uruguai.

A Seleção Argentina  ganhou novamenteo o título depois de não participar em 1981

## Jogos
| 16 de Julho de 1983 |         |          |              |
| Uruguai             | 20 – 12 | Paraguai | Buenos Aires |
|                     |         |          | Buenos Aires |

| 16 de Julho de 1983 |        |       |              |
| Argentina           | 46 – 6 | Chile | Buenos Aires |
|                     |        |       | Buenos Aires |

| 20 de Julho de 1983 |        |          |              |
| Argentina           | 43 – 3 | Paraguai | Buenos Aires |
|                     |        |          | Buenos Aires |

| 20 de Julho de 1983 |        |       |              |
| Uruguai             | 25 – 3 | Chile | Buenos Aires |
|                     |        |       | Buenos Aires |

| 23 de Julho de 1983 |        |         |              |
| Argentina           | 29 – 6 | Uruguai | Buenos Aires |
|                     |        |         | Buenos Aires |

| 23 de Julho de 1983 |         |          |              |
| Chile               | 24 – 12 | Paraguai | Buenos Aires |
|                     |         |          | Buenos Aires |

### Classificação
| Seleção   | Vitórias | Empates | Derrotas | Pontos a favor | Pontos contra | Pontos +/- | Pontos |
| --------- | -------- | ------- | -------- | -------------- | ------------- | ---------- | ------ |
| Argentina | 3        | 0       | 0        | 118            | 16            | +102       | 6      |
| Uruguai   | 2        | 0       | 1        | 51             | 44            | +7         | 4      |
| Chile     | 1        | 0       | 2        | 33             | 83            | -50        | 2      |
| Paraguai  | 0        | 0       | 3        | 28             | 87            | -59        | 0      |

Pontuação: Vitória = 2, Empate = 1, Derrota = 0 

## Campeão
| Campeonato Sul-Americano de Rugby 1983 |
| -------------------------------------- |
| ARGENTINA Campeã (12º título)          |